# Dryophthorus
Dryophthorus är ett släkte av skalbaggar som beskrevs av Carl Johan Schönherr 1825. Enligt Catalogue of Life ingår Dryophthorus i familjen Dryophthoridae, men enligt Dyntaxa är tillhörigheten istället familjen vivlar.

## Bildgalleri

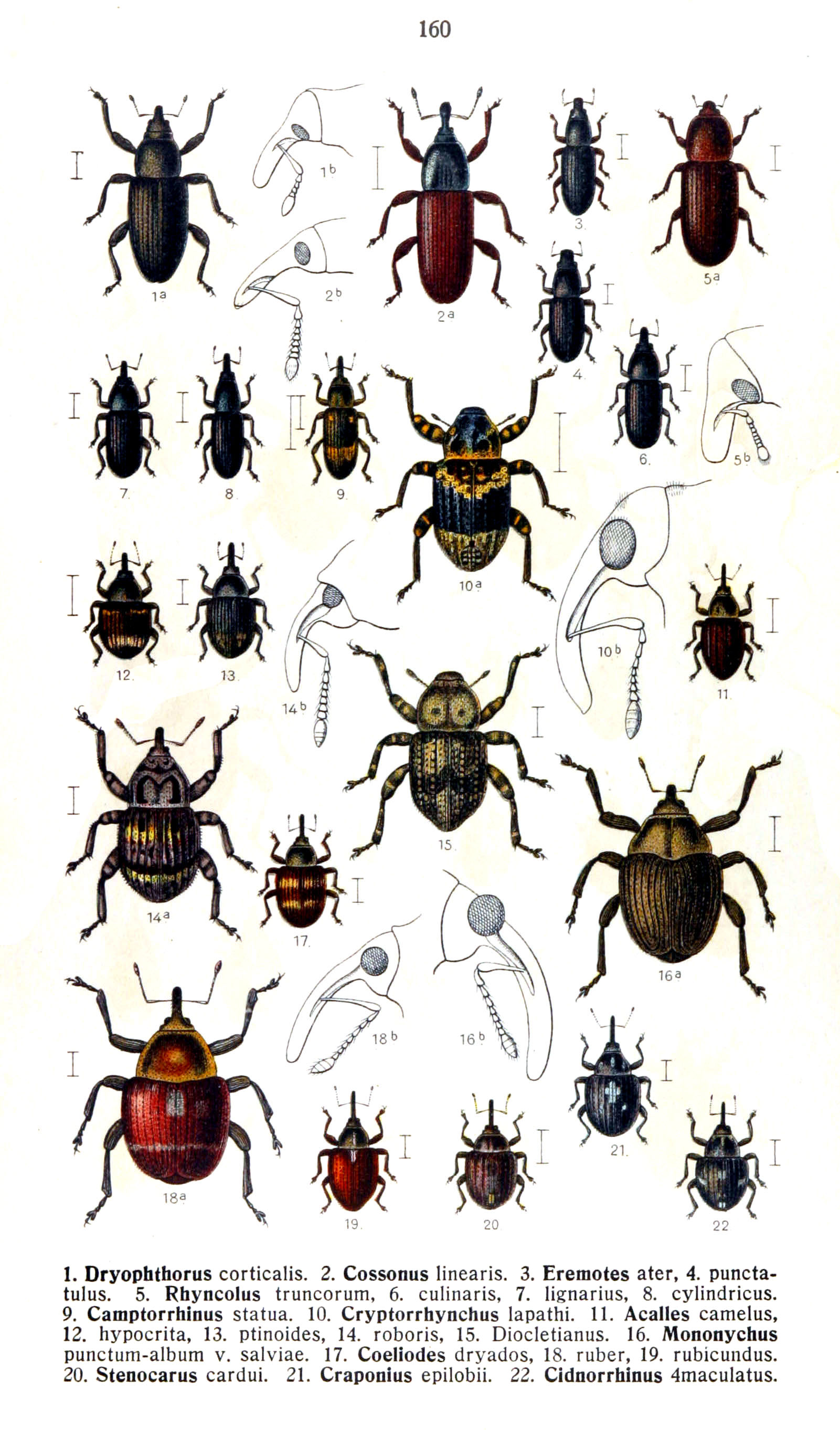

## Dottertaxa tillDryophthorus, i alfabetisk ordning[1][2]
- Dryophthorus alluaudi
- Dryophthorus americanus
- Dryophthorus armaticollis
- Dryophthorus assimilis
- Dryophthorus atomus
- Dryophthorus bituberculatus
- Dryophthorus brevipennis
- Dryophthorus brevis
- Dryophthorus cocosensis
- Dryophthorus corticalis
- Dryophthorus crassus
- Dryophthorus crenatus
- Dryophthorus curtus
- Dryophthorus declivis
- Dryophthorus distinguendus
- Dryophthorus ecarinatus
- Dryophthorus excavatus
- Dryophthorus forestieri
- Dryophthorus fuscescens
- Dryophthorus gravidus
- Dryophthorus guadeloupensis
- Dryophthorus homoeorhynchus
- Dryophthorus insignis
- Dryophthorus insignoides
- Dryophthorus kauaiensis
- Dryophthorus laticauda
- Dryophthorus lymexylon
- Dryophthorus modestus
- Dryophthorus muscosus
- Dryophthorus nanus
- Dryophthorus nesiotes
- Dryophthorus oahuensis
- Dryophthorus peles
- Dryophthorus pusillus
- Dryophthorus quadricollis
- Dryophthorus setulosus
- Dryophthorus squalidus
- Dryophthorus trichocerus
- Dryophthorus tricuspis
- Dryophthorus verticalis